# Гамзичи
Га́мзичи (бел. Га́мзічы, пол. Hamzicze) — деревня в Сморгонском районе Гродненской области Белоруссии.
Входит в состав Кревского сельсовета.
Расположена в южной части района на левобережьи реки Мирклишка. Расстояние до районного центра Сморгонь по автодороге — около 30,5 км, до центра сельсовета агрогородка Крево по прямой — чуть менее 7,5 км. Ближайшие населённые пункты — Войташи, Монтатишки, Полторовщина. Площадь занимаемой территории составляет 0,2130 км², протяжённость границ 2810 м.
Согласно переписи население Гамзичей в 1999 году насчитывало 14 человек.
Через деревню проходит автомобильная дорога местного значения Н6738 Монтатишки — Гамзичи.